# Goran Sablić
Goran Sablić est un footballeur international croate né le 4 août 1979 à Sinj, en Croatie. Il joue au poste de défenseur central. Il s'est reconverti au poste d'entraîneur.

## Sélection nationale
Sablić compte 5 sélections avec l'équipe de Croatie entre 2002 et 2006.

## Palmarès de joueur
Hajduk Split
- Champion de Croatie en 2001.
- Vainqueur de la Coupe de Croatie en 2000.

 Dynamo Kiev
- Champion d'Ukraine en 2003, 2004, 2007 et 2009.
- Vainqueur de la Coupe d'Ukraine en 2003, 2005, 2006 et 2007.
- Vainqueur de la Supercoupe d'Ukraine en 2006.

## Palmarès d'entraineur
- Coupe de Bosnie-Herzégovine : 2017